# Olvés
Olvés – gmina w Hiszpanii, w prowincji Saragossa, w Aragonii, o powierzchni 20,18 km². W 2011 roku gmina liczyła 117 mieszkańców.